# 呂号第四十八潜水艦
|          |                                                                         |
| 艦歴     |                                                                         |
| 計画     | 昭和17年度計画（マル急計画）                                            |
| 起工     | 1942年3月17日                                                           |
| 進水     | 1943年10月15日                                                          |
| 就役     | 1944年3月31日                                                           |
| その後   | 1944年7月14日以降消息不明                                               |
| 亡失認定 | 1944年7月15日                                                           |
| 除籍     | 1944年10月10日                                                          |
| 性能諸元 |                                                                         |
| 排水量   | 基準：960トン 常備：1,109トン 水中：1,447トン                           |
| 全長     | 80.50m                                                                  |
| 全幅     | 7.05m                                                                   |
| 吃水     | 4.07m                                                                   |
| 機関     | 艦本式22号10型ディーゼル2基 電動機、2軸 水上：4,200馬力 水中：1,200馬力 |
| 電池     | 1号15型240コ                                                            |
| 速力     | 水上：19.8kt 水中：8.0kt                                                |
| 航続距離 | 水上：16ktで5,000海里 水中：5ktで45海里                                 |
| 燃料     | 重油                                                                    |
| 乗員     | 61名                                                                    |
| 兵装     | 40口径8cm高角砲1門 25mm機銃連装1基2挺 53cm魚雷発射管 艦首4門 魚雷10本   |
| 備考     | 安全潜航深度：80m                                                       |

呂号第四十八潜水艦（ろごうだいよんじゅうはちせんすいかん）は、日本海軍の潜水艦。呂三十五型潜水艦（中型）の14番艦。

## 艦歴
1942年（昭和17年）の昭和17年度計画（マル急計画）により、1942年3月17日、三菱重工業神戸造船所で起工。1943年（昭和18年）10月15日進水。1944年（昭和19年）3月31日に竣工し、二等潜水艦に類別。同日、舞鶴鎮守府籍となり、訓練部隊である第六艦隊第11潜水戦隊に編入された。
7月3日、第34潜水隊に編入。
5日、呂48は呉を出港し、サイパン周辺海域に進出。12日、テニアン島の残留搭乗員を救出するよう命ぜられる。14日2130、サイパン北方30浬地点付近で、敵艦を発見したため急速潜航し、移動中との報告を最後に消息不明。
アメリカ側にも記録はなく艦長の一富清太大尉以下乗員76名全員行方不明(戦死認定)。
7月15日、サイパン方面で亡失と認定され、10月10日に除籍された。

## 歴代艦長

### 艤装員長
- 不詳

### 艦長
- 一富清太 大尉：1944年3月31日 - 7月15日戦死認定[1][5]